# 加特凯塞尔
加特凯塞尔（Ghatkeser），是印度安得拉邦Rangareddi县的一个城镇。总人口17200（2001年）。

## 人口
该地2001年总人口17,200人，其中男性8,821人，女性8,379人；0 - 6岁人口2249人，其中男1,178人，女1,071人；识字率68.09%，其中男性为74.48%，女性为61.36%。